# Emanuele Suagher
Emanuele Suagher (26 de noviembre de 1992) es un jugador de exfutbolista profesional italiano que jugaba de defensa.

## Biografía
Suagher hizo su debut con el Tritium, el 12 de septiembre de 2011, contra Ternana, después salió de la banca para reemplazar Daniele Casiraghi.
En julio de 2011, fue cedido al SS Tritium 1908, junto a Marcello Possenti, Jurgen Pandiani y Cristiano Monacizzo.

### Selección nacional
Representó a Italia en el nivel sub-19 en dos amistosos: ante Rumanía y Turquía. Jugó 4 partidos en el Torneo Cuatro Naciones 2011-12 y 3 amistosos ante Ghana, Macedonia y Dinamarca.

## Clubes

### Categorías inferiores
| Club           | País   | Año |
| -------------- | ------ | --- |
| Atalanta B. C. | Italia |     |

### Carrera profesional
| Club                           | País   | Año       | Partidos (goles) |
| ------------------------------ | ------ | --------- | ---------------- |
| Atalanta B. C.                 | Italia | 2010-2019 | 0 (0)            |
| Tritium→(cesión)               | Italia | 2011-2012 | 22 (0)           |
| A. C. Pisa 1909→(cesión)       | Italia | 2012-2013 | 13 (1)           |
| F. C. Crotone→(cesión)         | Italia | 2013-2014 | 23 (0)           |
| Carpi F. C. 1909→(cesión)      | Italia | 2014-2015 | 20 (0)           |
| Carpi F. C. 1909→(cesión)      | Italia | 2016      | 9 (0)            |
| Bari→(cesión)                  | Italia | 2017      | 6 (0)            |
| U. S. Avellino 1912→(cesión)   | Italia | 2017-2018 | 12 (0)           |
| A. C. Cesena→(cesión)          | Italia | 2018      | 15 (0)           |
| Carpi F. C. 1909→(cesión)      | Italia | 2018-2019 | 15 (2)           |
| Ternana Calcio                 | Italia | 2019-2021 |                  |
| FeralpiSalò                    | Italia | 2021-2022 |                  |
| U. S. Vibonese Calcio (cedido) | Italia | 2022      |                  |
| Pro Sesto 1913                 | Italia | 2022-2023 |                  |
| Mantova 1911                   | Italia | 2023-2024 |                  |

## Selección nacional
| Selección     | País   | Año       | Partidos (goles) |
| ------------- | ------ | --------- | ---------------- |
| Italia sub-19 | Italia | 2010-2011 | 2 (0)            |
| Italia sub-20 | Italia | 2011-2013 | 7 (0)            |
| Italia sub-21 | Italia | 2014      | 1 (0)            |